# Comté de Wakulla
Le comté de Wakulla (Wakulla County) est un comté américain dans la région de Big Bend en Floride. Sa population était estimée en 2020 à 33 764 habitants. Son siège est Crawfordville. Le comté a été fondé en 1843.

## Comtés adjacents
- Comté de Leon (nord)
- Comté de Jefferson (est)
- Comté de Franklin (sud-ouest)
- Comté de Liberty (ouest)

## Principales villes
- Sopchoppy
- Saint Marks

## Démographie
| Groupe                           | Comté de Wakulla | Floride | États-Unis |
| -------------------------------- | ---------------- | ------- | ---------- |
| Blancs                           | 82,0             | 75,0    | 72,4       |
| Afro-Américains                  | 14,5             | 16,0    | 12,6       |
| Métis                            | 1,8              | 2,5     | 2,9        |
| Amérindiens                      | 0,6              | 0,4     | 0,9        |
| Asiatiques                       | 0,6              | 2,4     | 4,8        |
| Autres                           | 0,5              | 3,7     | 6,4        |
| Total                            | 100              | 100     | 100        |
|                                  |                  |         |            |
| Hispaniques et Latino-Américains | 3,3              | 22,5    | 16,7       |

| 1850  | 1860  | 1870  | 1880  | 1890  | 1900  |
| ----- | ----- | ----- | ----- | ----- | ----- |
| 1 955 | 2 839 | 2 506 | 2 723 | 3 117 | 5 149 |

| 1910  | 1920  | 1930  | 1940  | 1950  | 1960  |
| ----- | ----- | ----- | ----- | ----- | ----- |
| 4 802 | 5 129 | 5 468 | 5 463 | 5 258 | 5 257 |

| 1970  | 1980   | 1990   | 2000   | 2010   | - |
| ----- | ------ | ------ | ------ | ------ | - |
| 6 308 | 10 887 | 14 202 | 22 863 | 30 776 | - |